# Avanti Stekene
Avanti Stekene is een Belgische voetbalclub uit Stekene. De club is bij de KBVB aangesloten met stamnummer 8552 en heeft wit, blauw en geel als kleuren. Avanti Stekene speelt sedert 2018 in de nationale reeksen (3de amateurs).

## Geschiedenis
De club werd in 1977 opgericht als VV Straatje Stekene en ging van start in de laagste provinciale reeksen, waar sinds de jaren 40 al een andere club uit Stekene speelde, Stekene Sportief. VV Straatje Stekene speelde in geel en blauw. De club kon de volgende decennia opklimmen naar Derde Provinciale en later naar Tweede Provinciale.
In het eerste decennium van de 21ste eeuw kon Straatje Stekene zich handhaven in Tweede Provinciale en stak zo Stekene Sportief voorbij, dat wegzakte naar Derde en Vierde Provinciale. De buurclub had bovendien extra-sportieve problemen, omdat het zijn terreinen, die in een woonzone lagen, op termijn moest verlaten. In 2008 kwam het tot verregaande fusiegesprekken tussen beide clubs. Bij Stekene Sportief werd echter voorzitter Lieven De Cock aan de kant geschoven, vervangen door Marc De Kimpe, en de gesprekken sprongen af. In 2013 startte de gemeente weer gesprekken op tussen beide clubs. Dit stuitte bij Stekene Sportief weer op verzet van Marc De Kimpe, die met een deel van de club en de spelers naar FC Herleving Sint-Pauwels trok. De rest van het bestuur van Stekene Sportief ging wel een samenwerkingsproject aan met Straatje Stekene. De clubnaam Straatje Stekene verdween en werd gewijzigd in Avanti Stekene. De clubkleuren werden wit, blauw en geel, een combinatie van de kleuren van Straatje Stekene en Stekene Sportief. Avanti Stekene startte in 2013/14 met zijn nieuwe naam in Tweede Provinciale, nadat op het eind van het vorig seizoen Straatje op een tweede plaats was gestrand met evenveel punten als kampioen SK Lochristi en ook via de eindronde geen promotie had kunnen afdwingen.
In 2014 won Avanti Stekene zijn reeks in Tweede Provinciale en promoveerde zo naar Eerste Provinciale.
In 2017 dwong Avanti Stekene zijn promotie af via een interprovinciale eindronde en stijgt zo van een provinciale reeks naar een nationale reeks (3de Amateurs).
Eind 2019 kreeg de infrastructuur een grote opwaardering met oa de aanleg van een kunstgrasplein.
Midden 2021 kreeg de jeugdwerking van Avanti Stekene een grote boost door het behalen van het Provinciale label (2 sterren).  Inmiddels telt de club meer dan 290 jeugdspelers.  Dit maakt het veruit de grootste club uit de regio.

## Resultaten
| Seizoen                 | Klasse | Klasse | Klasse | Klasse | Klasse | Klasse | Klasse | Klasse | Klasse | Reeks                                                    | Punten                                                   | Opmerkingen                                                   |
|                         | I      | I      | II     | III    | IV     | P.I    | P.II   | P.III  | P.IV   |                                                          |                                                          |                                                               |
| ----------------------- | ------ | ------ | ------ | ------ | ------ | ------ | ------ | ------ | ------ | -------------------------------------------------------- | -------------------------------------------------------- | ------------------------------------------------------------- |
| Als VV Straatje Stekene |        |        |        |        |        |        |        |        |        |                                                          |                                                          |                                                               |
| 2004/05                 |        |        |        |        |        |        |        | 8      |        | Derde prov. O.-Vl. E                                     | 43                                                       |                                                               |
| 2005/06                 |        |        |        |        |        |        |        | 7      |        | Derde prov. O.-Vl. E                                     | 45                                                       |                                                               |
| 2006/07                 |        |        |        |        |        |        |        | 1      |        | Derde prov. O.-Vl. E                                     | 64                                                       |                                                               |
| 2007/08                 |        |        |        |        |        |        | 7      |        |        | Tweede prov. O.-Vl. C                                    | 43                                                       |                                                               |
| 2008/09                 |        |        |        |        |        |        | 10     |        |        | Tweede prov. O.-Vl. C                                    | 36                                                       |                                                               |
| 2009/10                 |        |        |        |        |        |        | 10     |        |        | Tweede prov. O.-Vl. C                                    | 46                                                       |                                                               |
| 2010/11                 |        |        |        |        |        |        | 7      |        |        | Tweede prov. O.-Vl. A                                    | 40                                                       |                                                               |
| 2011/12                 |        |        |        |        |        |        | 11     |        |        | Tweede prov. O.-Vl. C                                    | 36                                                       |                                                               |
| 2012/13                 |        |        |        |        |        |        | 2      |        |        | Tweede prov. O.-Vl. C                                    | 66                                                       |                                                               |
| Als Avanti Stekene      |        |        |        |        |        |        |        |        |        |                                                          |                                                          |                                                               |
| 2013/14                 |        |        |        |        |        |        | 1      |        |        | Tweede prov. O.-Vl. C                                    | 63                                                       |                                                               |
| 2014/15                 |        |        |        |        |        | 10     |        |        |        | Eerste prov. O.-Vl.                                      | 38                                                       |                                                               |
| 2015/16                 |        |        |        |        |        | 6      |        |        |        | Eerste prov. O.-Vl.                                      | 46                                                       |                                                               |
|                         | 1A     | 1B     | 1Am    | 2Am    | 3Am    | P.I    | P.II   | P.III  | P.IV   | Vanaf 2016-17 zijn er 3 nationale en 2 regionale niveaus | Vanaf 2016-17 zijn er 3 nationale en 2 regionale niveaus | Vanaf 2016-17 zijn er 3 nationale en 2 regionale niveaus      |
| 2016/17                 |        |        |        |        |        | 5      |        |        |        | Eerste prov. O.-Vl.                                      | 50                                                       |                                                               |
| 2017/18                 |        |        |        |        | 12     |        |        |        |        | Derde kl. amateurs VV A                                  | 35                                                       |                                                               |
| 2018/19                 |        |        |        |        | 6      |        |        |        |        | Derde kl. amateurs VV A                                  | 47                                                       |                                                               |
| 2019/20                 |        |        |        |        | 6      |        |        |        |        | Derde kl. amateurs VV A                                  | 38                                                       | Seizoen vroegtijdig stopgezet door Covid-19                   |
| 2020/21                 |        |        |        |        | -      |        |        |        |        | Derde afdeling VV A                                      | -                                                        | Seizoen vroegtijdig, na 4 speeldagen, stopgezet door Covid-19 |
| 2021/22                 |        |        |        |        | 8      |        |        |        |        | Derde afdeling VV A                                      | 42                                                       |                                                               |
| 2022/23                 |        |        |        |        | 8      |        |        |        |        | Derde afdeling VV A                                      | 36                                                       |                                                               |
| 2023/24                 |        |        |        |        | 5      |        |        |        |        | Derde afdeling VV A                                      | 48                                                       |                                                               |
| 2024/25                 |        |        |        |        | 16     |        |        |        |        | Derde afdeling VV A                                      | 23                                                       | Degradatie                                                    |
| 2025/26                 |        |        |        |        |        |        |        |        |        | Eerste prov. O.-Vl.                                      |                                                          |                                                               |